# LG Hausys
Nach der Abspaltung des Geschäftsbereichs Industrial Materials von LG Chem im Jahre 2009 umfasst das Produktportfolio von LG Hausys heute Fensterrahmen (PVC- bzw. Aluminiumfensterrahmen), Boden- und Wandbeläge, bis hin zu Materialien für die Oberflächenveredelung wie Werbefolien und Produkte für die Automobilindustrie.

## Namensgebung
LG Hausys ist eine Wortschöpfung, die sich aus den englischen Wörtern „House“ und „System“ herleitet. Hiermit wird Bezug auf das Kerngeschäft des Unternehmens genommen.

## Geschäftsfelder
Die geschäftlichen Aktivitäten der LG Hausys verteilen sich auf drei Geschäftsfelder.

### Fensterrahmen
Der Bereich Windows umfasst sechs Abteilungen.
| - Inner / Room Windows - Balcony Windows / Living Room Windows - System Windows | - Curtain Walls - Building Integrated Photovoltaic System - Glass |

### Bodenbeläge
Der Bereich Interior Materials umfasst acht Abteilungen.
| - Floors - Wallcovering - Deco Foil - Interior Film | - Interior Glass - Exterior Film - Wood Polymer Composite - Acrylic Solid Surface (HI-MACS) |

Die Abteilung Floors produziert und vermarktet seit den 1970er Jahren heterogene Vinyl-Bodenbeläge für Anwendungen im Privat- und Objektbereich. Diese sind als Fliesen, Planken und Bahnen erhältlich. LG Hausys Design-Bodenbeläge besitzen eine spezielle Oberflächenprägung und werden mittels hochauflösender Photoverfahren hergestellt. Dadurch ist es möglich, realistische, naturgetreue Abbildungen des Originals zu schaffen. Das Sortiment an Spezial-Bodenbelägen für den Objektbereich umfasst weiterhin Sportbodenbeläge und ableitfähige Bodenbeläge.
Bei Deco Foil von LG Hausys handelt es sich um ein Oberflächenmaterial aus PVC, das Kratzfestigkeit, authentische Holz- und Hochglanzeffekte aufweist.
Die Abteilung Exterior Foil bietet Produkte für folgende Anwendungen: Fensterprofile, Fassaden, Sandwichpaneele und Garagentore.

### Folien
Der Bereich Highly Functional Materials (dt.: hochfunktionelle Materialien) umfasst sechs Abteilungen.
| - Sign & Display Materials - Vinyl coated Materials - Automotive Fabrics and Components | - Vacuum Insulation Panel - In-Mold & Insert Decoration Film - Performance Adhesive Film |

Die Abteilung Sign & Display Materials produziert unter der Produktgruppe VIZUON Hochleistungsfolien für die grafische Industrie, die mittels Digital- oder Siebdruck bedruckt werden können. Die Produktqualität umfasst monomere, polymere und gegossene Folien. Anwendungsgebiete in der Außenwerbung sind Werbebotschaften auf Fahrzeugen, Gebäuden oder Bodenflächen. Zu den weiteren Produkten auf diesem Markt gehören eingefärbte Plotterfolien. Unter dem Produktnamen BANNUX werden außerdem Banner und Spanntücher hergestellt.